# Dajmy dzieciom uśmiech
Dajmy dzieciom uśmiech – czwarty album studyjny Haliny Benedyk, wydany w 1997 roku nakładem wydawnictwa muzycznego Koch International. Album zawierający 15 utworów wokalistki, przeznaczony jest w szczególności dla najmłodszych słuchaczy.

## Lista utworów
Opracowano na podstawie materiału źródłowego.
1. „Dajmy dzieciom uśmiech”
2. „Każdy kogoś ma”
3. „Na kanapie pies”
4. „Rymowanki wyliczanki”
5. „Uwierz w siebie”
6. „Papierowy skrzat”
7. „Czekoladowa piosenka”
8. „Wakacyjna miłość”
9. „Najsmutniejsza z lal”
10. „Samba trala-bamba”
11. „Kubusiowa dyskoteka”
12. „Każdy ma swojego czarodzieja”
13. „Nocka cicha, nocka płocha”
14. „Zaśnij słodko, zaśnij”
15. „Piosenka z nadzieją”